# Eriopyga dromas
Eriopyga dromas là một loài bướm đêm trong họ Noctuidae.